# Besaide
Besaide (Betsaide en basque) est un petit sommet qui se situe entre l'Udalaitz (ou Udalatx en basque) et l'Anboto avec une altitude de 555 m, au Pays basque (Espagne).
La particularité de ce lieu est qu'il se situe au point de jonction des trois provinces qui composent la communauté autonome du Pays basque. Un monument a été érigé à la mémoire des alpinistes disparus et a été réalisé par l'architecte Pueyo dans les années 1950 à la demande du Club alpin navarrais. Un autre monument de l'artiste japonais Yoshin Ogata a été construit en 1990 à quelques mètres.
Le Besaide ferme la vallée de l'Arratzola et, à ses pieds, des mines de cuivre sont exploitées. Sur le flanc du Deba se trouve le quartier de Santa Águeda de Arrasate.
Le col Besaide se situe entre le sommet du Besaide et les contreforts de l'Udalaitz à une altitude de 510 mètres.

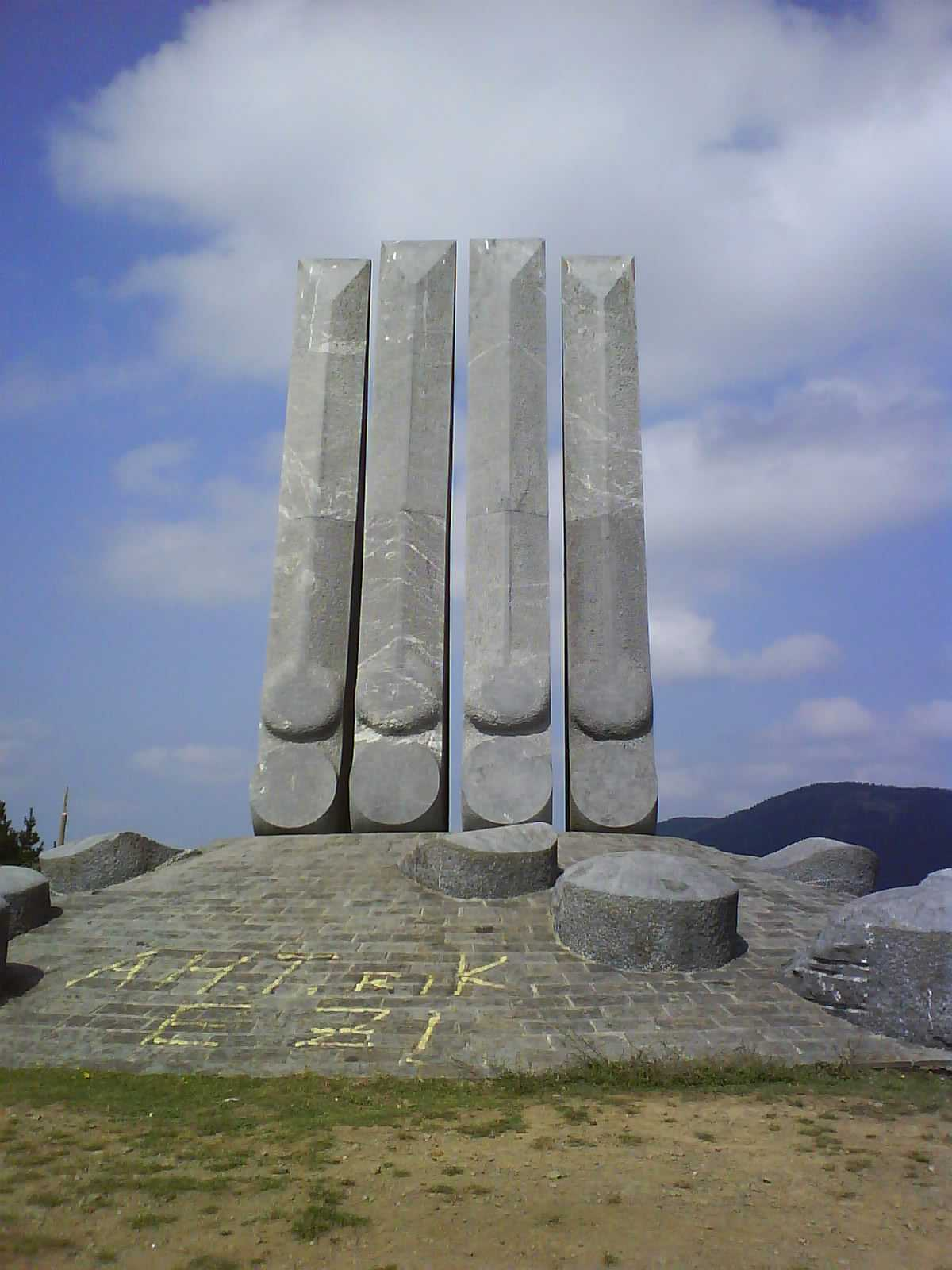
Monument de Yoshin Ogata.
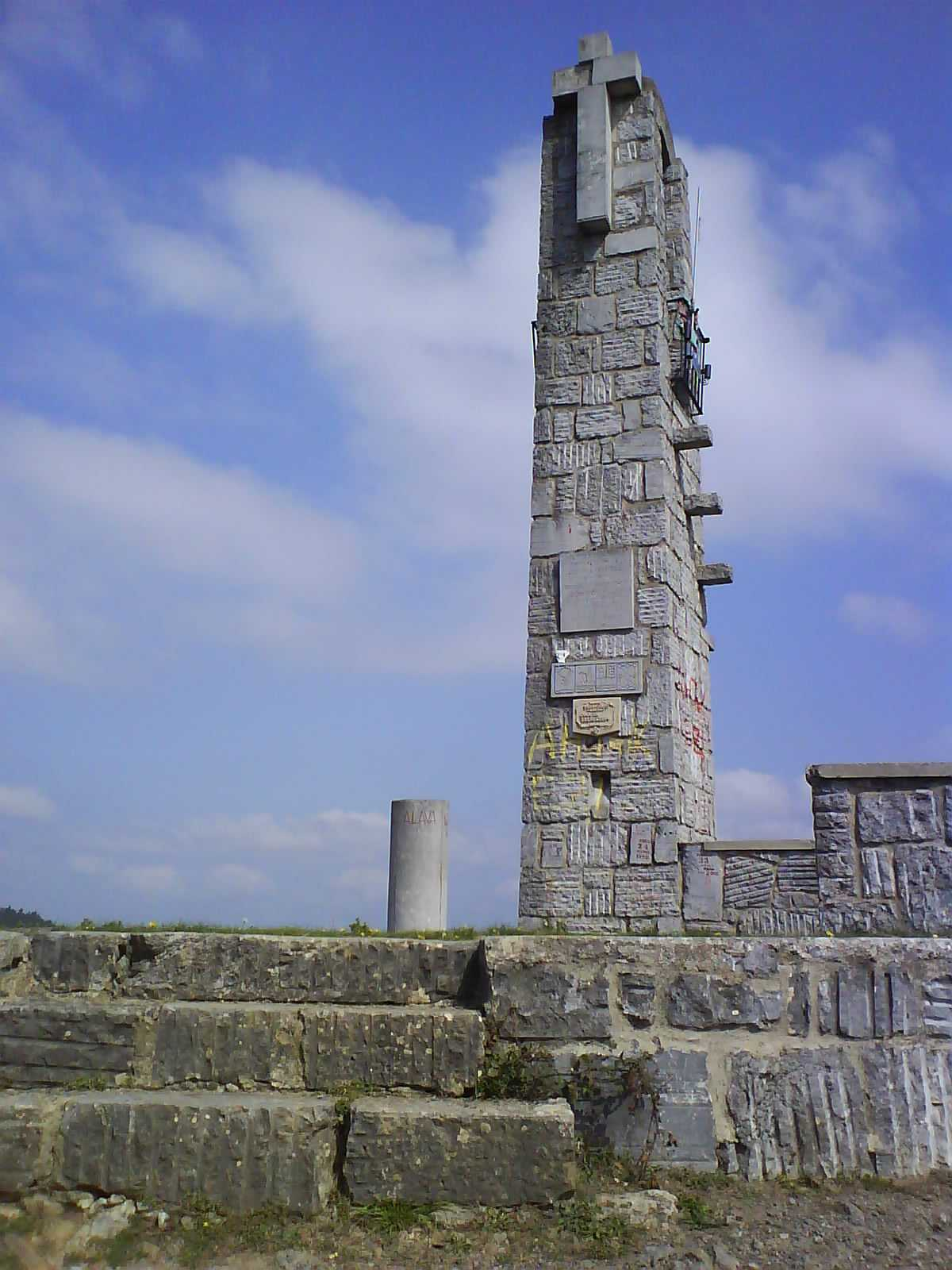
Monument à la mémoire des montagnards morts.
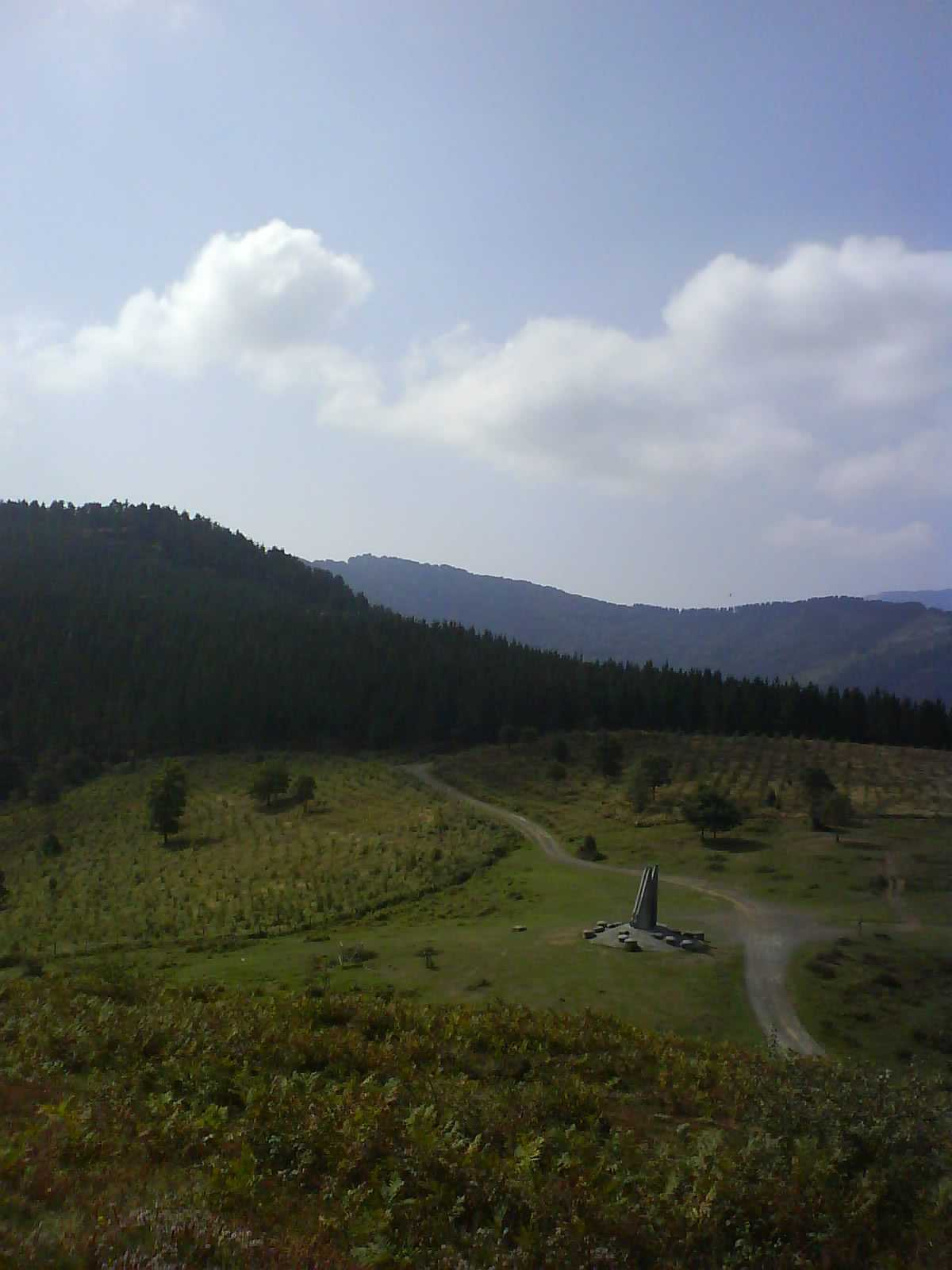
Vue du monument de Yoshin Ogata depuis celui des montagnards morts.
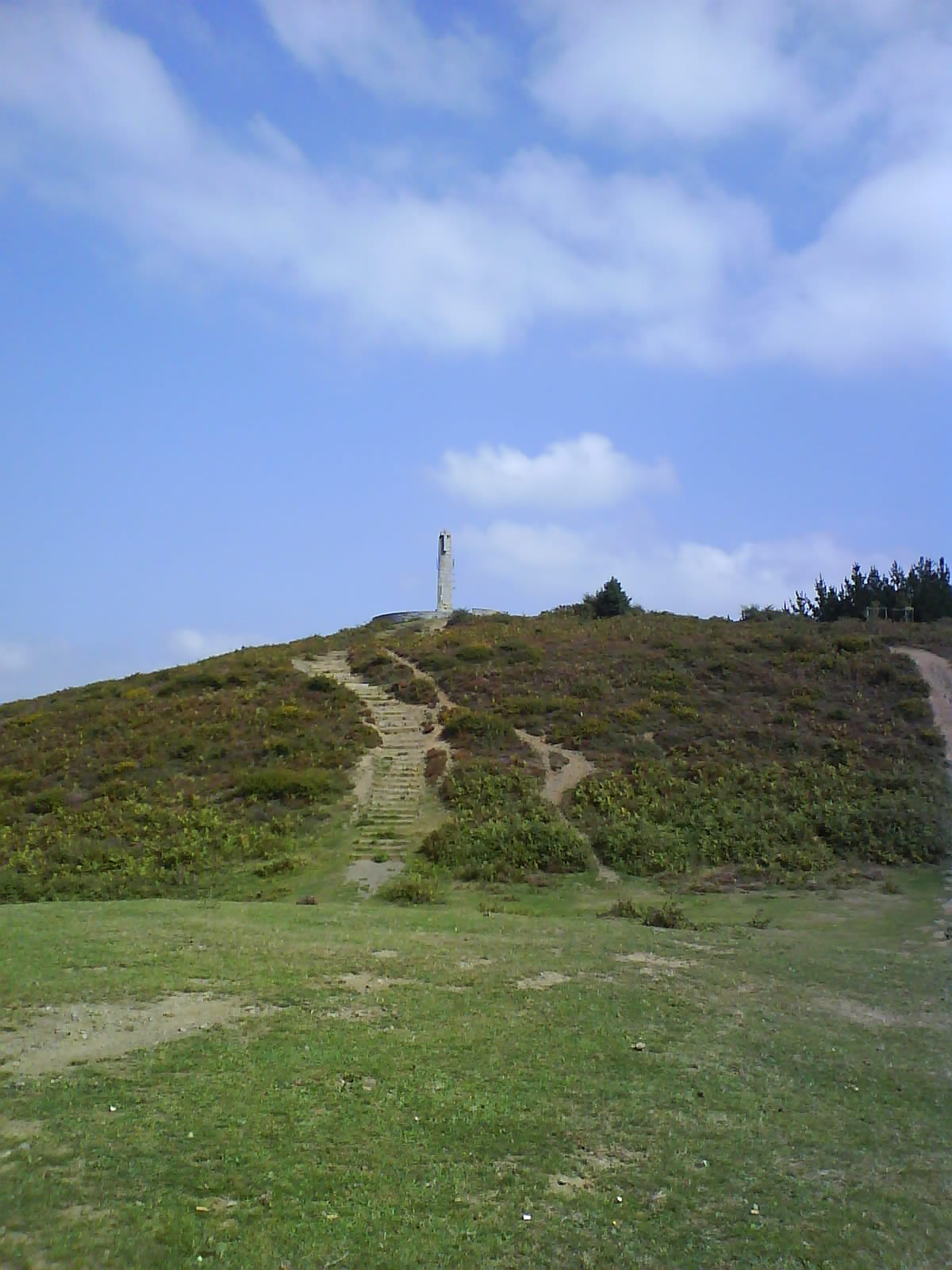
Vue du monument des montagnards morts depuis celui de Yoshin Ogata.